# Aire d'attraction de l'Île-Rousse
L'aire d'attraction de l'Île-Rousse est un zonage d'étude défini par l'Insee pour caractériser l’influence de la commune de L'Île-Rousse sur les communes environnantes. Publiée en octobre 2020, elle se substitue à l'aire urbaine de L'Île-Rousse, qui comportait 6 communes dans le zonage de 2010.

## Définition
L'aire d'attraction d'une ville est composée d’un pôle, défini à partir de critères de population et d’emploi ainsi que d’une couronne constituée des communes dont au moins 15 % des actifs travaillent dans le pôle. Le pôle d’attraction constitue ainsi un point de convergence des déplacements domicile-travail,.

## Géographie
L’aire d'attraction de l'Île-Rousse est une aire intra-départementale qui comporte 12 communes, en Haute-Corse. 

### Carte

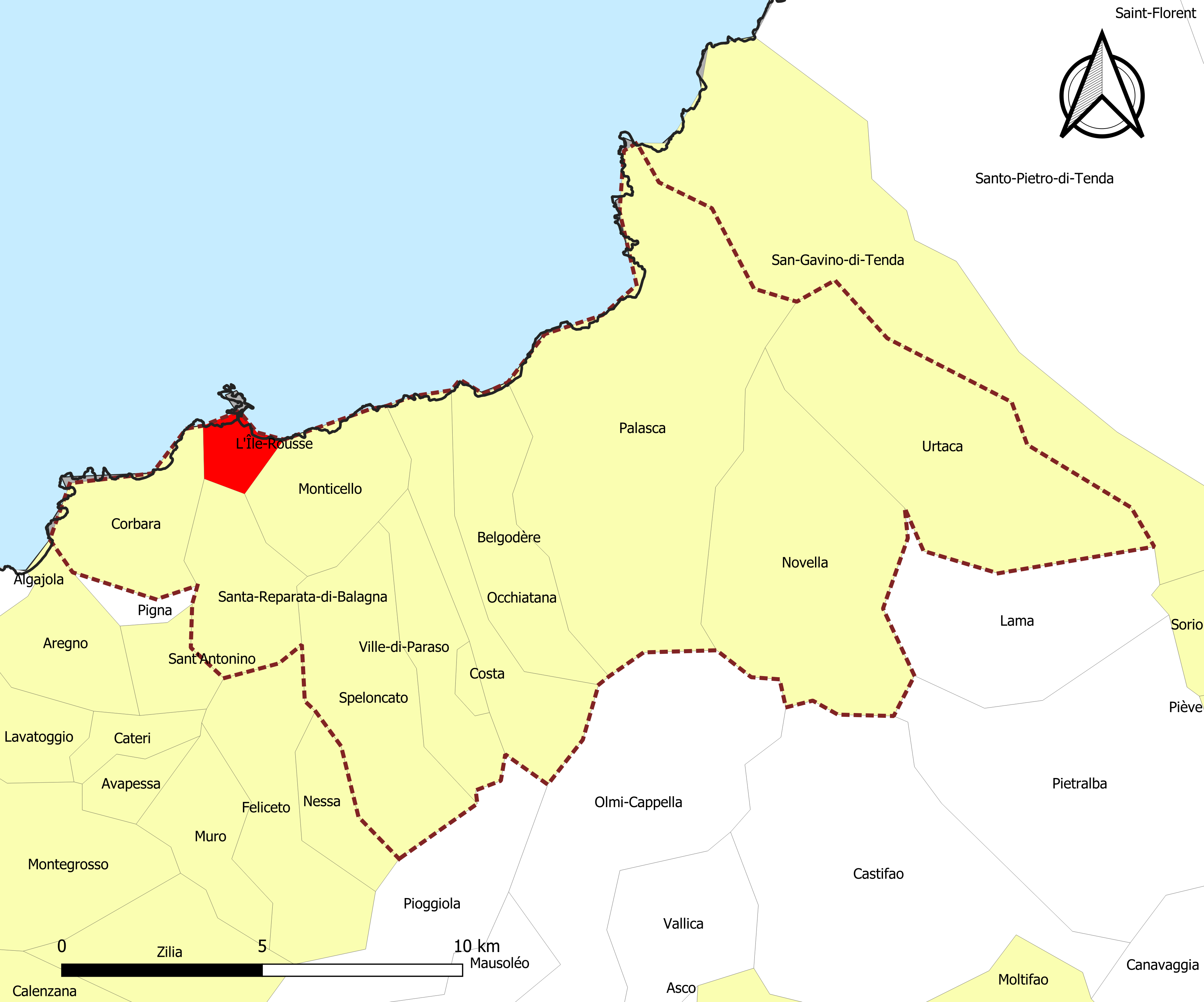
Carte de l'aire d'attraction de l'L'Île-Rousse.
Commune-centre
Commune de la couronne

### Composition communale
| Nom                           | Code Insee | Département | Statut                 | Superficie (km2) | Population (dernière pop. légale) | Densité (hab./km2) | Modifier                                    |
| ----------------------------- | ---------- | ----------- | ---------------------- | ---------------- | --------------------------------- | ------------------ | ------------------------------------------- |
| L'Île-Rousse (commune-centre) | 2B134      | Haute-Corse | commune-centre         | 2,50             | 3 213 (2022)                      | 1 285              | modifier les données · modifier les données |
| Belgodère                     | 2B034      | Haute-Corse | commune de la couronne | 13,01            | 773 (2022)                        | 59                 | modifier les données · modifier les données |
| Corbara                       | 2B093      | Haute-Corse | commune de la couronne | 10,19            | 942 (2022)                        | 92                 | modifier les données · modifier les données |
| Costa                         | 2B097      | Haute-Corse | commune de la couronne | 1,09             | 49 (2022)                         | 45                 | modifier les données · modifier les données |
| Monticello                    | 2B168      | Haute-Corse | commune de la couronne | 10,64            | 2 057 (2022)                      | 193                | modifier les données · modifier les données |
| Novella                       | 2B180      | Haute-Corse | commune de la couronne | 30,23            | 80 (2022)                         | 2,6                | modifier les données · modifier les données |
| Occhiatana                    | 2B182      | Haute-Corse | commune de la couronne | 12,62            | 245 (2022)                        | 19                 | modifier les données · modifier les données |
| Palasca                       | 2B199      | Haute-Corse | commune de la couronne | 49,56            | 190 (2022)                        | 3,8                | modifier les données · modifier les données |
| Speloncato                    | 2B290      | Haute-Corse | commune de la couronne | 17,67            | 261 (2022)                        | 15                 | modifier les données · modifier les données |
| Santa-Reparata-di-Balagna     | 2B316      | Haute-Corse | commune de la couronne | 10,16            | 999 (2022)                        | 98                 | modifier les données · modifier les données |
| Urtaca                        | 2B332      | Haute-Corse | commune de la couronne | 31,26            | 259 (2022)                        | 8,3                | modifier les données · modifier les données |
| Ville-di-Paraso               | 2B352      | Haute-Corse | commune de la couronne | 9,37             | 206 (2022)                        | 22                 | modifier les données · modifier les données |

## Démographie
Cette aire est catégorisée dans les aires de moins de 50 000 habitants, une catégorie qui regroupe 12,2 % de la population au niveau national,.